# Guillaume Ier d'Orange sur son lit de mort
Pour les articles homonymes, voir Guillaume Ier.
Guillaume Ier d'Orange sur son lit de mort est un tableau peint par Woutherus Mol en 1818.
Il représente le roi Guillaume Ier d'Orange sur son lit de mort.
Il est conservé au musée du Louvre à Paris. En 2014, il est prêté au musée des Beaux-Arts de Lyon dans le cadre de l'exposition L'Invention du passé. Histoires de cœur et d'épée en Europe, 1802-1850.